# Chiesa di San Marco Evangelista (Buttigliera Alta)
La chiesa di San Marco Evangelista è la parrocchiale di Buttigliera Alta, in città metropolitana e arcidiocesi di Torino; fa parte del distretto pastorale Torino Ovest.

## Storia
Non si conosce in che epoca sorse la primitiva chiesa di Buttigliera Alta, ma dalla relazione della visita apostolica del 1584 del vescovo di Sarsina Angelo Peruzzi s'apprende che essa, dedicata ai santi Marco e Sebastiano, aveva il pavimento in terra battuta.

La chiesa venne eretta a parrocchiale nel 1595 e il primo rettore fu il favriese don Ludovico Mattiotto; il giuspatronato venne affidato alla famiglia dei conti Caron.
La prima pietra della nuova parrocchiale venne posta nel 1653; l'edificio, voluto da Guglielmo Francesco Carron di San Tommaso, fu portato a termine vent'anni dopo, nel 1673.
Già però una decina d'anni dopo si decise di ampliare la struttura; nel 1684 iniziarono i lavori di rifacimento, che, ultimati nel 1712, portarono alla realizzazione del presbitero, del transetto, della facciata e della volta a botte. Nel 1718 venne eretta la torre campanaria.
Tra il 1978 e il 1980 il presbiterio fu interessato da un intervento di risistemazione, con la parziale sostituzione degli arredi.

## Descrizione

### Facciata
La facciata è spartita da una cornice marcapiano in due registri; quello inferiore è costituito da un portico a tre archi e ai lati presenta dei rinforzi lapidei, mentre quello superiore, più alto, è caratterizzato da due paraste angolari e da una finestra e abbellito da lesene dipinte con la tecnica del trompe l'œil e da cinque affreschi ritraenti altrettanti santi. A coronamento si staglia il timpano triangolare, sormontato ai lati da due vasi e al centro da una croce.

### Interno
L'interno dell'edificio si compone di un'unica navata a pianta rettangolare, voltata a botte, sulla quale si affacciano le quattro cappelle laterali, ospitanti gli altari minori, delle tele e delle sculture; al termine dell'aula si sviluppa il presbiterio, sopraelevato di due gradini, coperto da volta a vela e chiuso dall'abside a pianta quadrata.